# إيما فيرنون (لاعبة كرة قدم)
إيما بلاك (بالإنجليزية: Emma Fernon)‏ (المعروفة باسم فيرنون ، من مواليد 12 مارس 1987) هي لاعبة إسكتلندية دولية لكرة القدم، لعبت لنادي سيلتيك في الدوري الإنجليزي الممتاز للسيدات. خلال مسيرتها الدولية، لعبت فيرنون 40 مباراة دولية وسجلت هدفًا واحدًا لمنتخب اسكتلندا لكرة القدم للسيدات.

## حياتها المهنية على مستوى الأندية
بدأت إيما حياتها المهنية مع نادي غلاسكو سيتي كمهاجم قبل أن تتحول إلى قلب الدفاع. ساعدت في الفوز بلقب الدوري الأسترالي للسيدات السبعة على التوالي، مما زاد من نجاحها في موسم 2004-05 حيث أصبحت أول لا عبة في تاريخ النادي تسجل هدفًا في دوري أبطال أوروبا للمرة الأولى في تاريخ النادي بإحرازها هدفًا ضد أتلتيك بلباو، في أغسطس 2006.
تقاعدت من اللعب في عام 2015 للتركيز على تربية الأسرة. ومع ذلك، عادت للعب في يناير 2018 عندما وقعت مع نادي مذرويل، الذي تعاقد شريكها إدي ووليكي بلاك. وفي ديسمبر 2018 وقعت مع نادي سلتيك.

## حياتها المهنية على المستوى الدولي
كانت إيما كابتن منتخب اسكتلندا لأقل من 19 عامًا قبل ظهورها الأول في أغسطس 2009 ضد هولندا (كبديل في الشوط الثاني لكيرستي ماكبرايد). سجلت هدفها الدولي الأول في مباراة ودية ضد إيرلندا الشمالية في مايو 2010.

## روابط خارجية
- إيما فيرنون على موقع الاتحاد الإسكتلندي (الإنجليزية)
- إيما فيرنون على موقع قاعدة بيانات كرة القدم.إي يو (الإنجليزية)
- إيما فيرنون على موقع قاعدة بيانات كرة القدم.إي يو (الإنجليزية)